# Amt Wittstock-Land
Das Amt Wittstock-Land war ein 1992 gebildetes Amt in dem 18 Gemeinden im Norden des damaligen Kreises Wittstock (heute Landkreis Ostprignitz-Ruppin, Brandenburg) zu einem Verwaltungsverbund zusammengefasst waren. Es wurde 2003 im Zuge der Gemeindereform in Brandenburg wieder aufgelöst.

## Geographische Lage
Das  Amt Wittstock-Land lag bei seiner Gründung nordwestlichen Teil des Kreises Wittstock, ab dem 5./6. Dezember 1993 im Landkreis Ostprignitz-Ruppin im nördlichen Teil des Landes Brandenburg. Es grenzte im Westen an das Amt Meyenburg und Amt Pritzwalk-Land, im Norden an das Land Mecklenburg-Vorpommern, im Osten an das Amt Rheinsberg und die Stadt Neuruppin, im Süden an das Amt Temnitz, im Südwesten an das Amt Kyritz und auf kurze Erstreckung an das Amt Gumtow, im Westen an das Amt Heiligengrabe/Blumenthal. Das Amtsgebiet lag halbkreisförmig um die amtsfreie Stadt Wittstock/Dosse (damals nur das eigentliche Stadtgebiet) herum.

## Bildung des Amtes Wittstock-Land
Der Minister des Innern erteilte der Bildung des Amtes Wittstock-Land am 16. Februar 1992 mit Wirkung zum 22. Mai 1992 seine Zustimmung. Die Bildung des Amtes erfolgte nach dem Amtsmodell Sitz der Amtsverwaltung war in der amtsfreien Stadt Wittstock (Amt Wittstock-Land, Meyenburger Chaussee 6 16909 Wittstock/Dosse), d. h. nach dem sog. Amtsmodell 3. Es umfasste die Gemeinden:
1. Berlinchen
2. Christdorf
3. Dossow
4. Dranse
5. Fretzdorf
6. Gadow
7. Goldbeck
8. Groß Haßlow
9. Herzsprung
10. Königsberg
11. Niemerlang
12. Rossow
13. Schweinrich
14. Sewekow
15. Wulfersdorf
16. Zempow
17. Zootzen
18. Stadt Freyenstein

Die Gemeinde Flecken Zechlin (damals Kreis Neuruppin) wurde zum 20. August 1992 dem Amt Wittstock-Land zugeordnet. Anscheinend war die Zuordnung zunächst nur befristet, denn die Befristung wurde mit Wirkung zum 11. August 1994 aufgehoben und Flecken Zechlin gehörte somit auf "Dauer" zum Amt Wittstock-Land. Das Amt Wittstock-Land hatte Ende 1992 7.976 Einwohner.
In der Bekanntmachung vom 23. September 2002 genehmigte das Ministerium des Innern des Landes Brandenburg die Eingliederung der Gemeinden Berlinchen, Christdorf, Dossow, Groß Haßlow, Niemerlang, Sewekow, Wulfersdorf, Zempow und Zootzen in die Stadt Wittstock/Dosse. Die Eingliederung wurde jedoch erst zum 26. Oktober 2003 rechtswirksam.
Das Amt Wittstock-Land wurde am 26. Oktober 2003 im Zuge der Gemeindereform in Brandenburg aufgelöst. Das Amt hatte zu Ende 2002 noch 6.641 Einwohner. Die Gemeinde Flecken Zechlin wurde in die amtsfrei gewordene Stadt Rheinsberg (vorher Amt Rheinsberg) eingemeindet. Die Gemeinden Dranse, Fretzdorf, Gadow, Goldbeck, Herzsprung, Königsberg, Rossow und Schweinrich wurden in die Stadt Wittstock/Dosse eingegliedert. Die Gemeinde Schweinrich erhob Kommunalverfassungsbeschwerde gegen die Eingliederung in die Stadt Wittstock/Dosse, die teils verworfen, im Übrigen aber zurückgewiesen wurde.
Die Gemeinden Herzsprung und Königsberg erhoben ebenfalls kommunale Verfassungsbeschwerden vor dem Verfassungsgericht des Landes Brandenburg, die in beiden Fällen erfolgreich war. Die beiden Gemeinden gliederten sich zum 31. Dezember 2004 in die amtsfreie Gemeinde Heiligengrabe ein und sind heute Ortsteile von Heiligengrabe.

## Amtsdirektor
Amtsdirektor war Dietmar Kröcher.

## Belege
1. ↑  
Bildung des Amtes Wittstock-Land. Bekanntmachung des Ministers des Innern vom 16. April 1992. Amtsblatt für Brandenburg - Gemeinsames Ministerialblatt für das Land Brandenburg, 3. Jahrgang, Nummer 33, 22. Mai 1992, S. 500.
2. ↑  
Änderung des Amtes Wittstock-Land. Bekanntmachung des Ministers des Innern vom  19. August 1992. Amtsblatt für Brandenburg - Gemeinsames Ministerialblatt für das Land Brandenburg, 3. Jahrgang, Nummer 69, 16. September 1992, S. 1280.
3. ↑  
Aufhebung der Befristung der Zuordnung der Gemeinde Flecken Zechlin zum Amt Wittstock-Land. Bekanntmachung des Ministers des Innern vom 20. September 1994. Amtsblatt für Brandenburg - Gemeinsames Ministerialblatt für das Land Brandenburg, 5. Jahrgang, Nummer 71, 7. Oktober 1994, S. 1447.
4. 1 2  
Beitrag zur Statistik Landesbetrieb für Datenverarbeitung und Statistik Historisches Gemeindeverzeichnis des Landes Brandenburg 1875 bis 2005 19.10 Landkreis Ostprignitz-Ruppin PDF
5. ↑  
Eingliederung der Gemeinden Berlinchen, Christdorf, Dossow, Groß Haßlow, Niemerlang, Sewekow, Wulfersdorf, Zempow und Zootzen in die Stadt Wittstock/Dosse
Bekanntmachung des Ministeriums des Innern vom 23. September 2002. Amtsblatt für Brandenburg - Gemeinsames Ministerialblatt für das Land Brandenburg, 13. Jahrgang, Nummer 43, 16. Oktober 2002, S. 937 PDF.
6. ↑  
Fünftes Gesetz zur landesweiten Gemeindegebietsreform betreffend die Landkreise Barnim, Märkisch-Oderland, Oberhavel, Ostprignitz-Ruppin, Prignitz, Uckermark (5.GemGebRefGBbg) vom 24. März 2003 (Gesetz- und Verordnungsblatt für das Land Brandenburg, I (Gesetze), 2003, Nr. 05, S. 82) und geändert durch Gesetz vom 1. Juli 2003 (Gesetz- und Verordnungsblatt für das Land Brandenburg, I(Gesetze), 2003, Nr. 10, S. 187)
7. ↑  
VerfGBbg, Beschluss vom 26. Februar 2004 - VfGBbg 150/03 Kommunales Verfassungsbeschwerde gegen die Eingemeindung der Gemeinde Schweinrich (Amt Wittstock-Land) in die Stadt Wittstock/Dosse. In: Land Brandenburg. Archiviert vom Original; abgerufen am 21. Oktober 2024.
8. ↑  
Kommunales Verfassungsbeschwerdeverfahren der Gemeinde Herzsprung gegen die Eingemeindung der Gemeinde Herzsprung (Amt Wittstock-Land) in die Stadt Wittstock/Dosse VerfGBbg, Beschluss vom 27. Mai 2004 - VfGBbg 63/03
9. ↑  
Kommunales Verfassungsbeschwerdeverfahren der Gemeinde Königsberg gegen die Eingemeindung der Gemeinde Königsberg (Amt Wittstock-Land) in die Stadt Wittstock/Dosse VerfGBbg, Beschluss vom 27. Mai 2004 - VfGBbg 138/03. In: Land Brandenburg. Archiviert vom Original; abgerufen am 21. Oktober 2024.
10. ↑  
Satzung der Gemeinde Zempow über die Erhebung von Gebühren zur Umlage der Verbandslasten des Wasser- und Bodenverbandes „Temnitz-Rhin“ vom 12. April 2002, PDF (Seite dauerhaft nicht mehr abrufbar, festgestellt im Oktober 2024. Suche in Webarchiven)